# Androsace helvetica
Androsace helvetica là một loài thực vật có hoa trong họ Anh thảo. Loài này được (L.) All. mô tả khoa học đầu tiên năm 1785.

## Hình ảnh

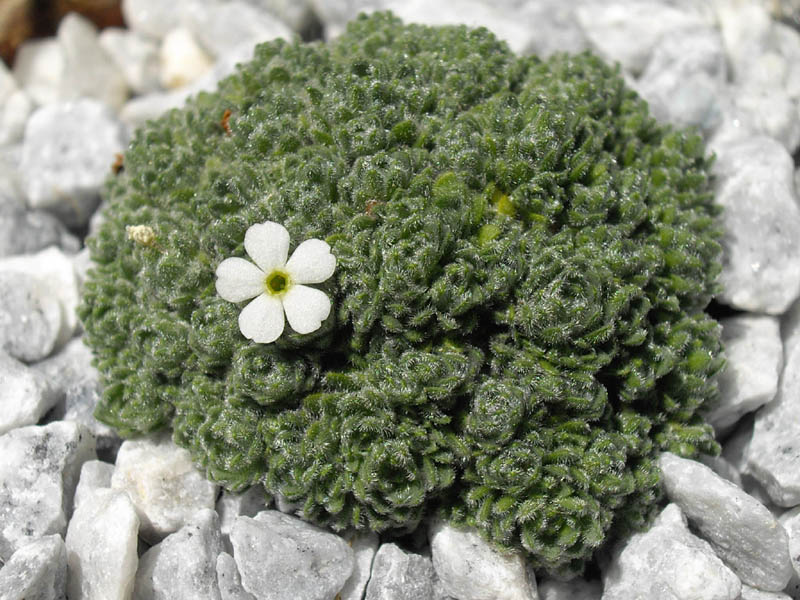
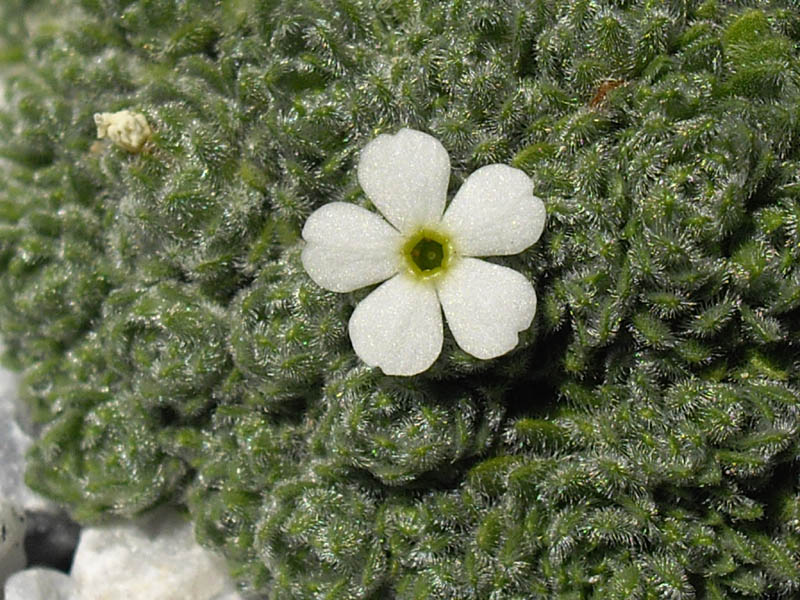
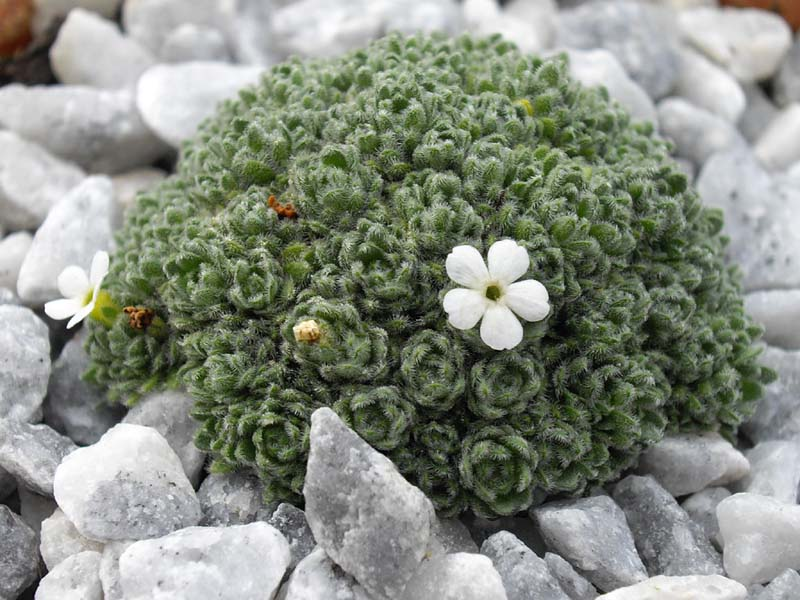
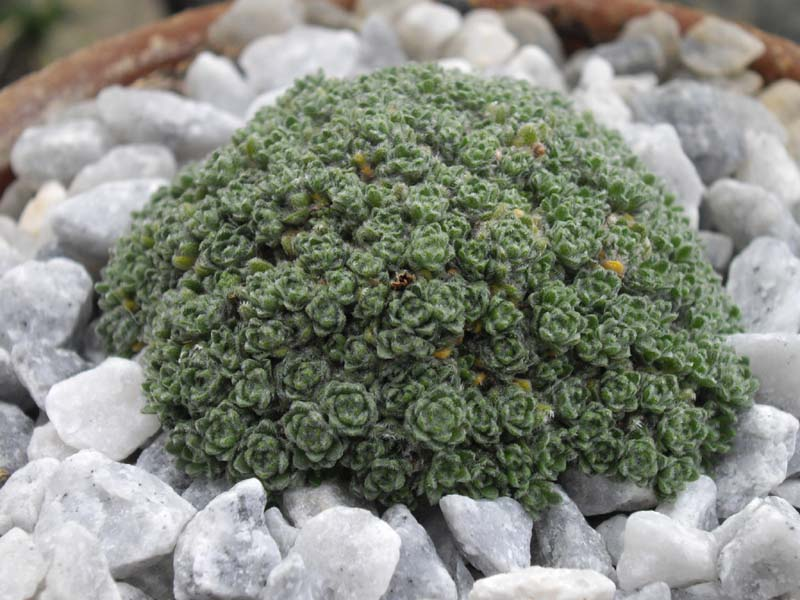